# Hypsideroides junodi
Hypsideroides junodi là một loài bọ cánh cứng trong họ Cerambycidae.